# Anthurium thompsoniae
Anthurium thompsoniae là một loài thực vật có hoa trong họ Ráy (Araceae). Loài này được I.Arias miêu tả khoa học đầu tiên năm 1996-1997 publ. 1999.